# 러시아-페르시아 전쟁
러시아-페르시아 전쟁(Russo-Persian Wars) 또는 러시아-이란 전쟁(Russo-Iranian Wars)은 1651년부터 1828년까지 페르시아 (이란)와 러시아 제국 사이에 일어난 일련의 갈등이다. 러시아와 페르시아는 캅카스 영토와 국가와 관련한 통치권을 놓고 여러 차례 전쟁을 치렀다. 논쟁의 대상이 되는 주요 영토는 아란, 조지아, 아르메니아, 다게스탄의 대부분 (보통 트랜스코카시아라고 함)이었고, 이곳은 러시아-페르시아 전쟁 이전에는 사파비 왕조의 일부로 간주되었다. 5차례 일어난 러시아-페르시아 전쟁 기간 동안 이 지역의 통치권은 두 제국으로 이전되었다. 제2차와 제3차 러시아-페르시아 전쟁 사이에는 러시아 제국과 페르시아 제국 사이, 그리고 양 당사국과 오스만 제국 사이에 수많은 조약이 체결된 전쟁 기간이 있었다. 이 영토를 향한 오스만 제국의 관심은 전쟁을 더욱 복잡하게 만들었으며, 양측은 전쟁 기간 동안 서로 다른 관점에서 오스만 제국과 동맹을 맺었다. 제5차 러시아-페르시아 전쟁을 종결시킨 투르크만차이 조약에 근거해 페르시아는 러시아 제국에 트랜스코카시아 영토 대부분을 할양했다.

## 전쟁 전 관계

### 경제 관계
러시아와 페르시아 사이의 공식 관계에 대한 가장 오래된 기록은 1521년 이스마일 1세가 모스크바 대공국 차르 바실리 3세에게 외교 사절을 보냈다는 기록이다. 그러나 양국 간 상업 관계는 드물었고, 타타르인들이 양국 사이에서 자주 상인 중개자 역할을 했다.

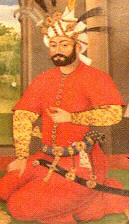
페르시아의 샤 타흐마스프 1세

1514년, 오스만 제국은 페르시아를 향한 상업 봉쇄를 시작했다. 샤 아바스 1세는 오스만 제국의 이러한 압박에 대응하려는 차원에서 러시아를 거쳐 대체 육상 무역로를 확보하려고 시도했다. 오스만 제국이 시르반을 점령하려 하자 1552년, 샤 타흐마스프 1세는 외교 사절을 모스크바에 보냈다. 1580년에 오스만 제국은 시르반과 티플리스를 포함한 카르틀리-카헤티의 일부를 점령했다. 오스만군은 또한 중요한 무역로이자 러시아 상업 중심지의 핵심인 아스트라한을 위협했다. 샤 모하메드 호다반다는 이들 도시가 오스만 제국에서 해방된 후 데르벤트와 바쿠를 러시아에 할양하겠다고 약속했다.
러시아는 각각 1552년과 1556년에 카잔 칸국과 아스트라한 칸국을 합병하여 볼가 무역로를 캅카스와 카스피해로 확장했다. 이 무역로에 걸쳐져 있는 중요한 지점은 각각 러시아와 페르시아 사이 해상 및 육로 무역로의 발원지인 길란과 데르벤트, 아스트라한과 샤마히의 상업 중심지였다. 특히 샤마히는 비단, 가죽, 금속 제품, 모피, 밀랍, 수지 무역 등 러시아에서 많은 상인 무역이 이루어지는 곳이었다. 페르시아 상인들은 러시아에서 무역을 했으며, 무역 중심지로 발전한 니즈니노브고로드와 카잔까지 도달했다.1555년에는 페르시아와 육로 무역만을 목적으로 하는 모스크바 대공국 회사가 설립되었다.
1562년, 시르반주는 공식 무역 관계를 수립하려는 목적으로 러시아에 사절을 보냈다. 이후 샤마히는 1653년에 동일한 작업을 수행했다. 러시아와 상업 무역을 한 최초의 페르시아인은 페르시아 북부 줄파에서 온 아르메니아인이었다. 줄파는 길란에서 시작된 러시아-페르시아 무역로에서 중요한 연결 고리였다. 1604년, 샤 아바스 1세는 상당한 숫자에 이르는 아르메니아인들을 줄파에서 새로 수립된 수도 이스파한으로 재정착시켜 그들에게 상업 권리를 부여했다. 샤 아바스는 이 아르메니아인들에게 신용을 확대하고 세금을 낮추며 종교의 자유를 부여했다.
16세기 내내 페르시아의 외교 관계 활동에는 자주 상업 사절이 동반되어 비단과 금속 제품을 러시아로 보냈다. 그 대가로 러시아는 모피, 매 및 야생 동물을 보냈다. 카샨, 이스파한, 야즈드의 벨벳, 태피터, 비단은 16세기에 러시아로 수송된 상품의 70% 이상을 차지했다.
1616년에 모스크바에 보내진 외교 사절단은 러시아에서 거래하는 페르시아 상인에 대한 보호를 약속했다. 러시아의 페르시아 상인들은 종종 외교 사절을 동반했다. 그러나 러시아 상인들은 길란과 아르다빌에서 잦은 고초를 겪었고, 샤마히 총독 유수프 칸은 러시아 상인들을 보호하길 거부했다.

아스트라한의 위치를 보여주는 지도

비단 수출은 17세기 초에도 높은 수준을 유지했다. 1623년에 2,000kg 이상의 비단이 아스트라한에서 러시아 제국 전역의 도시로 운송되었다. 그러나 샤 사피 1세 치하에서 공식 수출이 감소했고 민간 상인 무역으로 대체되었다. 1634년에는 무역 관련 기록이 남지 않았으며,상품도 운송되지 않았다. 2년 후, 무역은 흑사병으로 다시 한 번 중단되었지만, 훗날 재개되어 크게 성장했다. 1676년에는 41,000kg의 비단이 페르시아에서 러시아로 수출되었다.

### 정치 관계

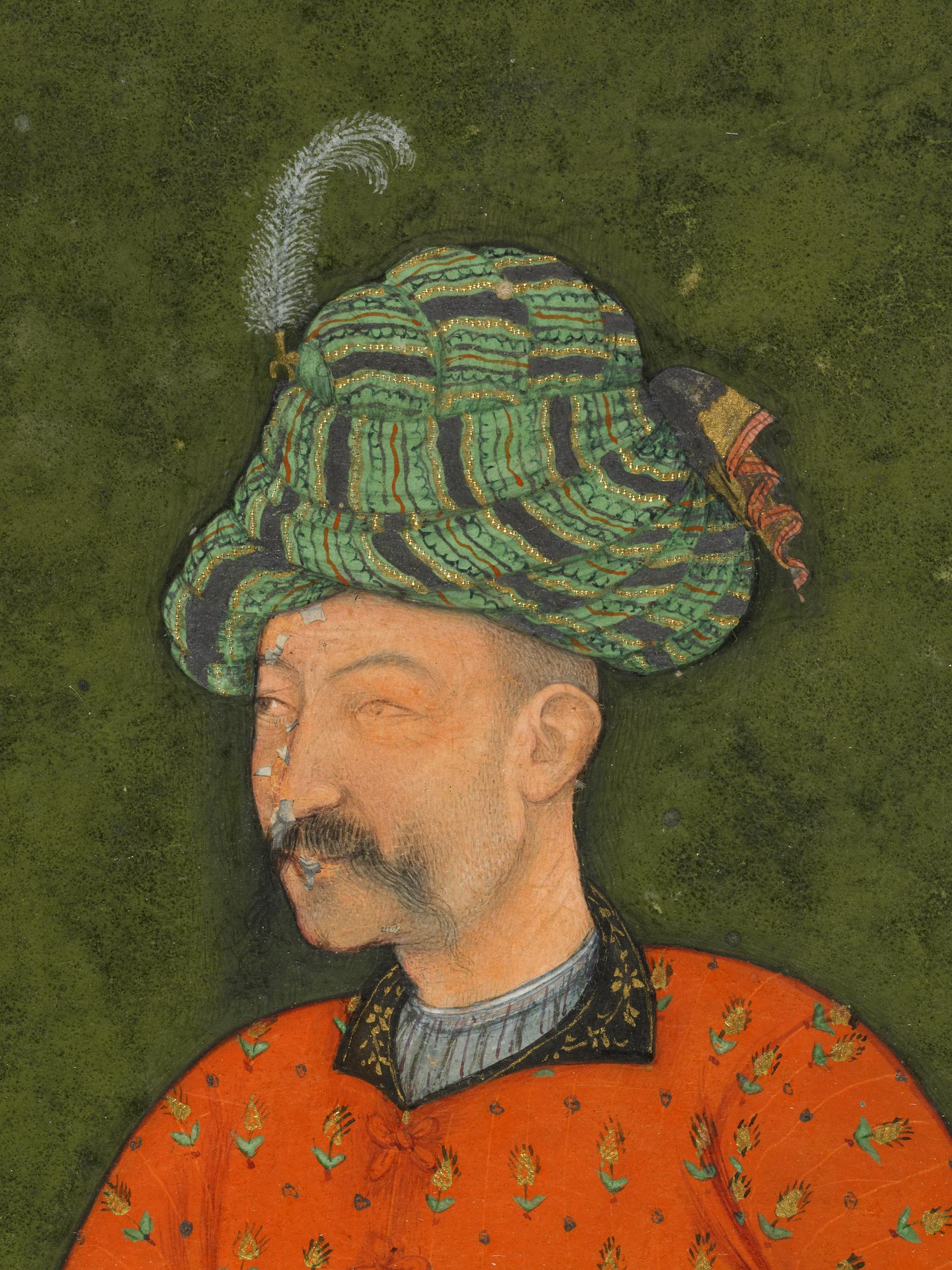
페르시아의 샤 아바스 1세

1464년부터 1465년까지 차르 이반 3세는 반오스만 동맹을 찾으려고 사마히에게 사절을 보냈다. 반오스만 동맹을 향한 이러한 관심은 16세기까지 계속되었으며, 샤 아바스 1세 통치 기간 동안 페르시아는 강력한 반오스만 외교 정책을 고수했다.
1613년, 로마노프가가 러시아 권좌에 오르기 전에 벌어진 동란 시대에서 루스 차르국이 혼돈에 휩싸이면서 러시아는 악화되었고, 페르시아는 반 오스만 동맹을 위해 외교 정책 초점을 서유럽으로 돌렸다. 샤 아바스 1세는 헝가리에서 반오스만 동맹을 희망하면서 오스트리아 합스부르크 왕가와 계속 접촉했다.
16세기 후반에 러시아는 다게스탄 북부를 통치하면서 페르시아의 명목상 속국이었던 타르키 샴할국 에게 대항하는 군사 작전을 시작했다. 러시아군은 데르벤트, 다게스탄, 바쿠를 점령하고 테레크강 남쪽에 요새를 건설했다. 그러나 페르시아인들은 반오스만 연합군을 위태롭게 하는 것을 두려워하여 이러한 영유권 주장에 이의를 제기하는 데 신중했다.
1612년 샤 아바스 1세는 오스만 제국과 나수 파샤 조약을 체결하여 오스만-페르시아 전쟁을 끝냈다. 이 조약은 러시아-오스만 관계를 향해 페르시아의 중립을 규정했다. 1618년, 사파비 왕조가 오스만 제국을 상대로 승리를 거두면서 러시아의 지원이 필요하지 않았으므로 샤마히의 무역은 이 조약의 서명 이후 급격히 감소했다.
1630년대에 페르시아와 오스만 제국 사이에는 1639년 주합 조약이 체결될 때까지 새로운 적대 관계가 조성되었고, 그 결과 페르시아인들은 오스만 제국을 적대시하지 않으려고 외교 관계에 주의를 기울였다.

## 제1차 러시아-페르시아 전쟁(1651년~1653년)
1645년에는 러시아의 카자크인과 페르시아의 신민으로 간주되었던 레즈기인 사이에 소요 사태가 일어났다. 이러한 긴장은 조지아-다게스탄 국경을 따라 집중되었다.
1647년, 시르반주 총독 호스로우 칸(Khosrow Khan)은 아스트라한(Astrakhan)의 총독에게 아스트라한과 타르키(Tarki)에서 온 카자크인들이 일련의 강도 행위를 저질렀다고 항의했다. 그는 시르반주 수도 샤마히에서 러시아 상인들의 상품을 몰수하고 카자크에 저항하는 군사 행동을 취하겠다고 위협했다. 러시아 당국은 이 조치에 항의하고 샤가 호스로우 칸을 처벌할 것을 요청했다. 샤는 아무런 조치도 취하지 않았으며, 1649년, 코스로 칸은 경고를 다시 알리는 또 다른 편지를 보냈다. 1650년에 카자크인들이 시르반과 다게스탄에서 물품을 운반하는 대상을 강탈하고 이 결과로 여러 명이 사망하면서 국가 간 긴장이 고조되었다.
러시아군은 술라크강에서 주둔지를 확장하고 테레크강에 주둔지 몇 곳을 더 건설했으며, 그 가운데에는 퇴위된 카르틀리-카헤티의 통치자 테이무라즈를 지원하는 주둔지 한 곳도 포함되었다. 페르시아 영내에서 벌어진 러시아의 팽창과 테이무라즈에게 제공된 지원은 샤 아바스 2세를 격노하게 했다.
1653년에 샤는 아르다빌, 에리반, 카라바흐, 아스타라바드, 아제르바이잔 일부에 있는 총독에게 호스로우 칸을 도울 군대를 파견하도록 명령했다. 데르벤트 총독, 타르키 샴할국 , 카라 카이타크 통치자가 추가 병력을 지원했다. 이 군대는 요새에서 러시아인들을 몰아내고 불을 질렀다.
같은 해, 러시아 왕자 이반 로바노프로스톱스키가 이끄는 사절이 페르시아에 방문하여 샤마히 총독이 다게스탄 문제에 간섭하지 않도록 하고 피해를 배상하며 모든 러시아 상인을 석방할 것을 요청했다.
조지아와 다게스탄을 둘러싼 분쟁은 국가 간 무역 관계에 영향을 미쳤다. 1651년에는 수요 부족 문제로 페르시아 비단 138개가 아스트라한에 보관되어 있었다.

### 1717년 조약
아르테미 페트로비치 볼린스키는 러시아가 페르시아 비단 무역을 독점하는 내용을 담은 상업 조약을 체결하려고 이스파한에 사절로 파견되었다. 이 임무는 또한 페르시아 자원, 지리, 기반 시설, 군사, 기타 강점 정보 수집과 관련이 있었다. 볼린스키는 또한 러시아를 페르시아의 동맹국으로, 오스만 제국을 적으로 강조하라는 지시를 받았다.
페르시아인들은 알렉산드르 베코비치 체르카스키 왕자가 이끄는 러시아 원정대가 히바의 카스피해 동쪽 해안에 상륙했을 때 사절단을 적대감을 드러냈다.
볼린스키는 차르에게 페르시아가 붕괴 직전에 있다고 전했다. 볼린스키는 또한 비단 생산 능력이 뛰어난 길란주, 마잔다란주, 아스타라바드주를 러시아에 합병할 것을 권고했다.

## 제2차 러시아-페르시아 전쟁(1722년~1723년)

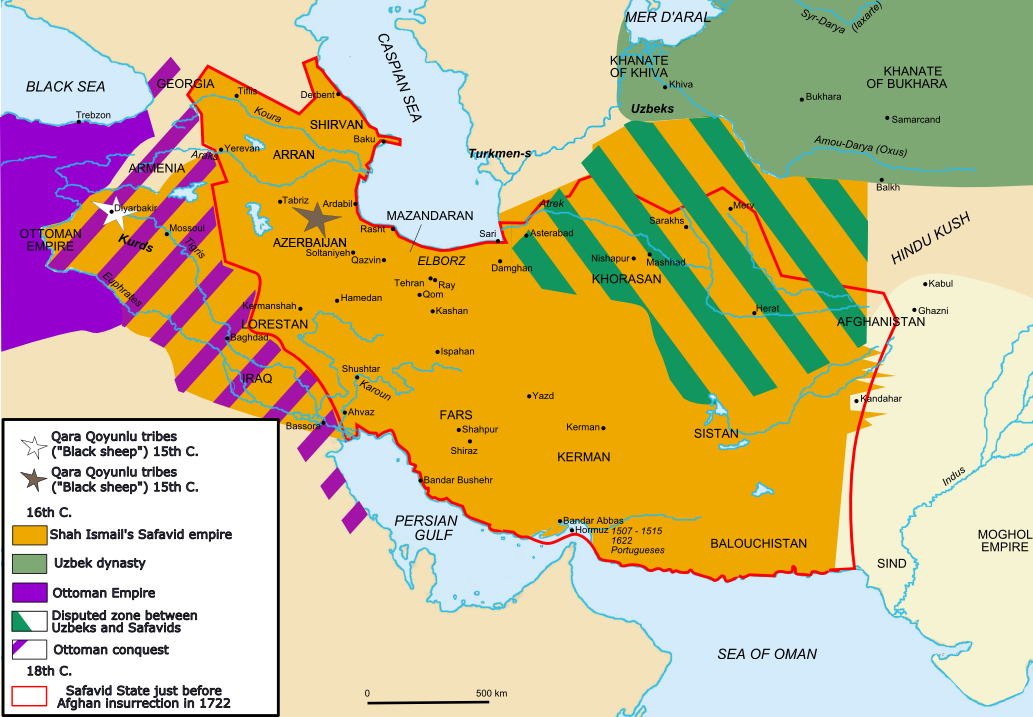
제2차 러시아-페르시아 전쟁(1722년~1723년) 이전 사파비 페르시아 영토를 보여주는 지도

1721년 1월, 미르와이스 호타크와마흐무드 호타크가 이끄는 파슈툰 아프간인들은 칸다하르 통치를 놓고 페르시아인들에 대항하는 군사 작전을 시작했다. 아프가니스탄은 25,000명의 군대를 이끌고 페르시아를 침공하여 케르만을 탈취하려 했다. 파슈툰 아프간인들은 도시를 점령하지 못했고, 인근 도시인 야즈드 역시 점령하지 못했다. 이후 마흐무드는 페르시아 수도 이스파한에서 10마일 떨어진 굴나바드 시내 외곽의 진영으로 이동했다.
레즈긴 부족의 수니파 무슬림 족장 다우드 칸(Daud Khan)은 반란을 선동했다는 이유로 데르벤트)에 억류되었지만 1721년 8월에 석방되었다. 다우드 칸과 그를 추종하는 레즈긴인 추종자들은 1721년 8월, 샤마히시를 약탈했으며, 수천 명의 시아파 무슬림을 살해하고 여러 부유한 러시아 상인들을 살해했다. 아스트라한 총독이 된 아르테미 볼린스키는 표트르 1세에게 반란에 개입할 군대를 파견할 것을 촉구했다. 페르시아의 속국이자 조지아 동부의 카르틀리-카헤티 왕국의 통치자 바흐탄그 6세는 러시아의 캅카스 영토 진출을 지원하려고 표트르 1세에게 연락했다. 다우드 칸은 오스만 술탄에게 보호를 구했다.
1722년 3월 8일, 굴나바드 전투에서 아프가니스탄이 페르시아에게 승리한 후 마흐무드 호타크와 마흐무드의 군대는 이스파한을 포위했다. 샤 후사인의 아들인 미르자 타마흐스프는 600명과 함께 이스파한을 탈출하여 카즈빈으로 도피했다. 카즈빈에서 타흐마스프는 아프가니스탄 군대를 따라 레시트로 도주해야 했다. 레시트 총독은 표트르 대제에게 도움을 요청했고, 타마흐스프는 이스마일 벡을 아스트라한에 사절로 보냈다.
표트르 1세와 러시아군은 1722년 6월 29일, 아스트라한에 도착했다. 샤 후세인에게 러시아군이 전쟁을 선포하기보다는 반군을 진압하기 위해 왔다는 사실을 알리기 위해 사절이 파견되었다. 베드로는 아프가니스탄과 레즈긴 반란을 진압하고 오스만 제국이 상황을 이용하여 침공하지 않도록 돕겠다고 제안했다. 사절은 또한 샤 후세인에게 페르시아가 특정 지역을 러시아에 양도하는 경우에만 이 지원이 제공될 것임을 알리라는 지시를 받았다. 그러나 사절은 이 속주의 폐지에 관한 메시지를 전달하지 않았다.
바흐탄그 6세는 군대에 병사 30,000명을 공급했고, 아르메니아인들은 10,000명을 추가로 보냈다. 아스트라한에서 군대는 카스피해 서쪽 해안에 있는 페르시아 요새를 공격하기 시작했고, 데르벤트 요새를 점령했다. 그 후 러시아군은 비단 생산 산업에서 중요한 지역인 시르반주의 바쿠와 살랸, 탈레시주의 랜캐란, 길란주의 안잘리를 점령했다.
오스만 제국 술탄은 표트르 1세에게 사절을 보내 페르시아 영토를 추가 침공하는 행위는 러시아에 선전포고하게 되는 근거가 될 것이라고 경고했다.
1722년 9월, 많은 러시아 선박이 폭풍으로 큰 손실을 입었고, 전염병으로 러시아 기병대 상당수가 사망했다. 러시아군은 타르키, 바쿠, 데르벤트, 타르키 샴할국 에 몇몇 주둔지를 남겨두고 아스트라한으로 철수했다. 조지아와 아르메니아 군대는 반군을 진압을 위해 남겨졌다.
1722년 10월 23일, 샤 후세인은 이스파한을 아프가니스탄에 할양하고 마흐무드 호타크에게 양위했다. 표트르 대제는 타흐마스프가 마흐무드에게서 왕위를 되찾는 데 도움을 주겠다고 제안했다.
1722년 11월 3일, 배 14척이 아스트라한에서 레시트 근처 항구인 안잘리까지 항해했다. 러시아군은 도시를 돕는다는 명목으로 레시트에 진입했다.1723년, 레시트 총독은 지원이 필요하지 않다면서 러시아군의 철수를 요청했다. 그러나 군은 떠나지 않았고, 막사에서 포위되었다. 1723년 3월 28일, 러시아군은 포위에서 벗어났고, 막사를 포위한 페르시아군이 양측에서 공격을 받아 1,000명 이상이 사망했다.
타흐마스프 2세의 사절인 이스마일 벡은 1723년 7월 30일, 상트페테르부르크에 도착하여 표트르 1세에게 타흐마스프의 즉위를 알리고 반군과 아프가니스탄에 맞서기 위한 지원을 요청했다.

## 전쟁 사이 기간에 맺어진 조약

### 상트페테르부르크 조약
1723년 9월 23일 러시아 제국과 페르시아 제국 사이에 상트페테르부르크 조약이 체결되어 제2차 러시아-페르시아 전쟁이 종결되었다. 조약의 조건에 따라 차르는 샤와 친분을 맺고 반군에 맞서 싸우는 데 도움을 줄 것을 약속했다. 그 대가로 페르시아는 데르벤트, 바쿠, 마잔다란, 길란, 시르반, 아스타라바드주를 러시아 제국에 할양했다. 샤 타흐마스프의 러시아 주재 대사 이스마엘 벡은 조약에 서명했지만, 샤는 1724년 4월에 조약 문서를 받았을 때 조약 비준을 거부했다.

### 콘스탄티노플 조약
1724년 6월 24일, 오스만 제국과 러시아 제국 사이에 콘스탄티노플 조약 이 체결되어 상트페테르부르크 조약에 따른 두 제국 간 정치 위기가 완화되었다. 오스만 제국은 조약에 따라 아제르바이잔, 아르메니아, 조지아를 할양했고, 러시아는 마잔다란, 길란, 아스타라바드를 보유하는 것이 허용되었다.
페르시아가 조약을 인정하기를 거부하면 러시아와 오스만 제국이 페르시아의 왕좌에 꼭두각시 통치자를 권좌에 올려 조약을 시행하기 위한 조치를 취하겠다고 명시되었다.

### 하메단 조약
1727년 10월, 오스만 제국과 아프간 호타키 왕조 사이에 하메단 조약이 체결되었다. 호타크 왕조는 아슈라프 호타크를 페르시아의 샤로 선언하는 대가로 잔잔, 술타니야, 아브헤르, 테헤란을 오스만 제국에 할양하는 데 동의했다.

### 레시트 조약
1732년 1월 21일, 러시아 제국과 페르시아 사파비 왕조가 서명한 레시트 조약 은 상트페테르부르크 조약에서 1723년에 페르시아에게 영토 일부를 할양했다. 러시아는 아스타라바드주, 길란주, 마잔다란주를 페르시아에 할양했다. 조약의 조건에 따라 오스만 제국이 캅카스 영토를 러시아에 양도하는 경우 러시아는 데르벤트와 바쿠를 양도할 것이라고 명시되었다. 이 조약은 또한 페르시아에 있는 러시아 상인들에게 자유 무역을 보장하고, 러시아 대사가 페르시아에 거주할 수 있도록 허용했다.

### 간자 조약
1735년 3월, 러시아 제국과 페르시아 사이에 간자 조약이 체결되었다. 러시아는 이 조약으로 페르시아에게 1723년에 할양된 나머지 영토 (데르벤트, 바쿠, 시르반주 지방, 타르키)를 주었다. 또한 테레크강을 러시아와 페르시아의 경계로 표시했디.

## 제3차 러시아-페르시아 전쟁 (1796년)

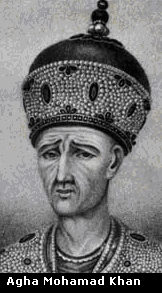
페르시아의 아가 모하메드 칸

1781년 러시아 사령관 보이노비치 백작은 아스타라바드 지방의 섬과 항구 도시를 아가 모하마드 샤와 페르시아인들에게서 빼앗으려고 선단을 이끌었다. 그러나 아가 모하메드 칸은 원정과 관련이 있는 모든 당사자를 체포하고 추방했다.
1783년, 카르틀리-카헤티의 에레클레 2세는 러시아의 보호를 받는 대가로 러시아 제국의 속국이 되는 데 동의했다. 이는 1783년 7월 24일에 맺어진 게오르기에프스크 조약에서 공식화되었다. 페르시아는 여전히 카르틀리-카헤티를 속국으로 간주했다. 게오르기에프스크 조약의 서명에 따라 블라디캅카스 요새가 테레크강에 건설되었다.
길란주 총독 헤다야톨라(Hedayatollah)는 아가 모하마드 칸에 맞선 러시아의 지원을 요청했고, 러시아는 이 지원의 대가로 안잘리(Anzali)의 예속을 규정했다. 러시아는 아가 모하마드 칸의 형제이자 라이벌인 모르테자 콜리 칸을 지지했으며,, 그가 왕위에 오르면 안잘리, 길란, 마잔다란, 아스타라바드를 러시아인들에게 할양해야 한다는 조건을 내걸었다.
아가 모하마드 칸은 게오르기옙스크 조약을 에레클레 2세와 카르틀리-카헤티의 반항으로 간주하고 페르시아의 지배권을 회복하려는 차원에서 1795년 티플리스로 이동했다. 아가 모하마드 칸은 카라바흐, 간자, 시르반, 카르틀리-카헤티를 탈환하려고 60,000명의 군대를 모았다. 아가 모하마드 칸은 자신의 군대를 셋으로 나누어 시르반, 에리반, 슈샤에 있는 요새를 동시에 공격했다. 슈샤에서 포위는 1795년 7월 8일부터 8월 9일까지 지속되었다. 슈샤 총독은 결국 항복했지만 페르시아군의 수샤 진입을 거부했다. 아가 모하마드 칸은 슈샤를 거쳐 티플로스로 가는 길에 접근하려고 총독과 협상에 돌입했다. 아가 모하마드 칸은 이후에 슈샤에서 간자를 차지하려고 이동했다. 1795년 9월 10일, 40,000명의 병사가 갠자에서 티플리스로 진군하여 도시를 점령했다.
1795년 말, 아가 모하메드 칸은 티플리스를 점령하고 페르시아 북부에서 군림했다. 이 침공으로 수천명의 조지아인이 학살되었고, 시민 15,000명이 포로로 잡혀 페르시아에 노예로 보내졌다. 에레클레 2세는 티플리스에서 도망쳤다.
러시아 차리나 예카테리나 2세는 1796년, 모르테자 콜리 칸을 위해 아가 모하메드 칸을 전복하려는 군사 작전을 시작했다. 20,000명의 병력으로 구성된 러시아군은1796년 4월에 키즐랴르에서 데르벤트로 진군하기 시작했고, 1796년 5월 10일에 데르벤트를 장악했다. 러시아군은 1796년 6월까지 탈레시, 살랸, 데르벤트, 바쿠, 샤마히, 간자를 점령했다. 예카테리나 2세가 사망한 후, 차르 파벨 1세는 캅카스의 모든 군대를 철수시켰다.

## 4차 러시아-페르시아 전쟁(1804년~1813년)

18세기 카르틀리-카헤티 왕국

1801년 1월 18일, 카르틀리-카헤티가 러시아의 보호령이 되기로 합의되었다. 1801년 9월 12일, 차르 알렉산드르는 페르시아가 종주권을 재확인하려고 시도한 후 카르틀리-카헤티를 합병하기로 결정했다고 발표했다. 1804년, 내부 소요 사태가 일어난 이후, 파트 알리 샤는 에리반, 간자, 누하에서 새로운 은화와 금화를 주조하여 해당 지역에 종주권을 행사하고 있다는 증거를 보여주었다.
1802년부터 1804년까지 러시아군은 밍그렐리아, 구리아, 조지아를 둘러싼 많은 칸국 뿐만 아니라 오스만 제국의 속국인 조지아 왕국 이메레티까지 점령하고 정복했다. 간자는 점령되었고 약탈이 일어났으며, 시민이 3,000명이 사망했다. 페르시아는 조지아를 둘러싸고 있는 칸국을 속국으로 여겼고, 파트 알리 샤는 러시아의 진격을 선전포고를 정당화하는 데 활용했다.
1804년 5월 23일, 파트 알리 샤는 러시아군에게 캅카스의 페르시아 영토에서 철수하라고 명령했다. 이 요청은 거절되었고, 이는 페르시아의 러시아군을 향한 선전포고로 이어졌다. 러시아군은 7월 1일, 에리반 지방으로 진군하여 수도인 에리반을 포위했으나, 에리반 포위는 러시아군이 식량을 다 써버리면서 실패했다. 그 후 페르시아군은 레니나칸과 에리반에서 패배했고 재편성을 목적으로 후퇴했다.
1805년에 섀키 칸국, 시르반 칸국, 카라바흐 칸국이 공식으로 러시아의 권위를 인정했다. 러시아군은 또한 바쿠, 레시트, 쿠바, 탈레시를 공격했다. 1806년, 러시아군은 카라바흐에서 페르시아의 공격을 격퇴하고 데르벤트와 바쿠를 함락시켰다.
이러한 손실에 이어 페르시아군은 수년 동안 많은 요충지에서 패했다. 1806년, 러시아군은 카라카페트를, 1808년에는 카라바바를 점령했다. 러시아군은 또한 1809년에 간자를, 1810년에 아할칼라키를 점령했다.
1810년, 오스만 제국과 동맹을 맺은 페르시아군은 나히체반에서 티플리스를 공격했지만 도시를 점령하는 데 실패했다. 페르시아군의 퇴각은 아라스강에 있는 메그리가 러시아에 점령되면서 방해를 받았다.
1812년 8월 12일, 20,000명의 페르시아군이 탈레시 지방의 랜캐란 요새를 점령하고 아라스강으로 진격하여 10월에 그곳에 위치한 러시아군을 공격했다. 러시아군은 1812년 10월, 아르다빌 지방 아슬란두즈에서 페르시아인들을 물리쳤는데, 이 때 페르시아 포병대가 큰 타격을 입으면서 페르시아군은 타우리스로 후퇴할 수밖에 없었다. 페르시아군은 1813년 1월 13일, 란캐란에서도 패했다.

### 굴리스탄 조약

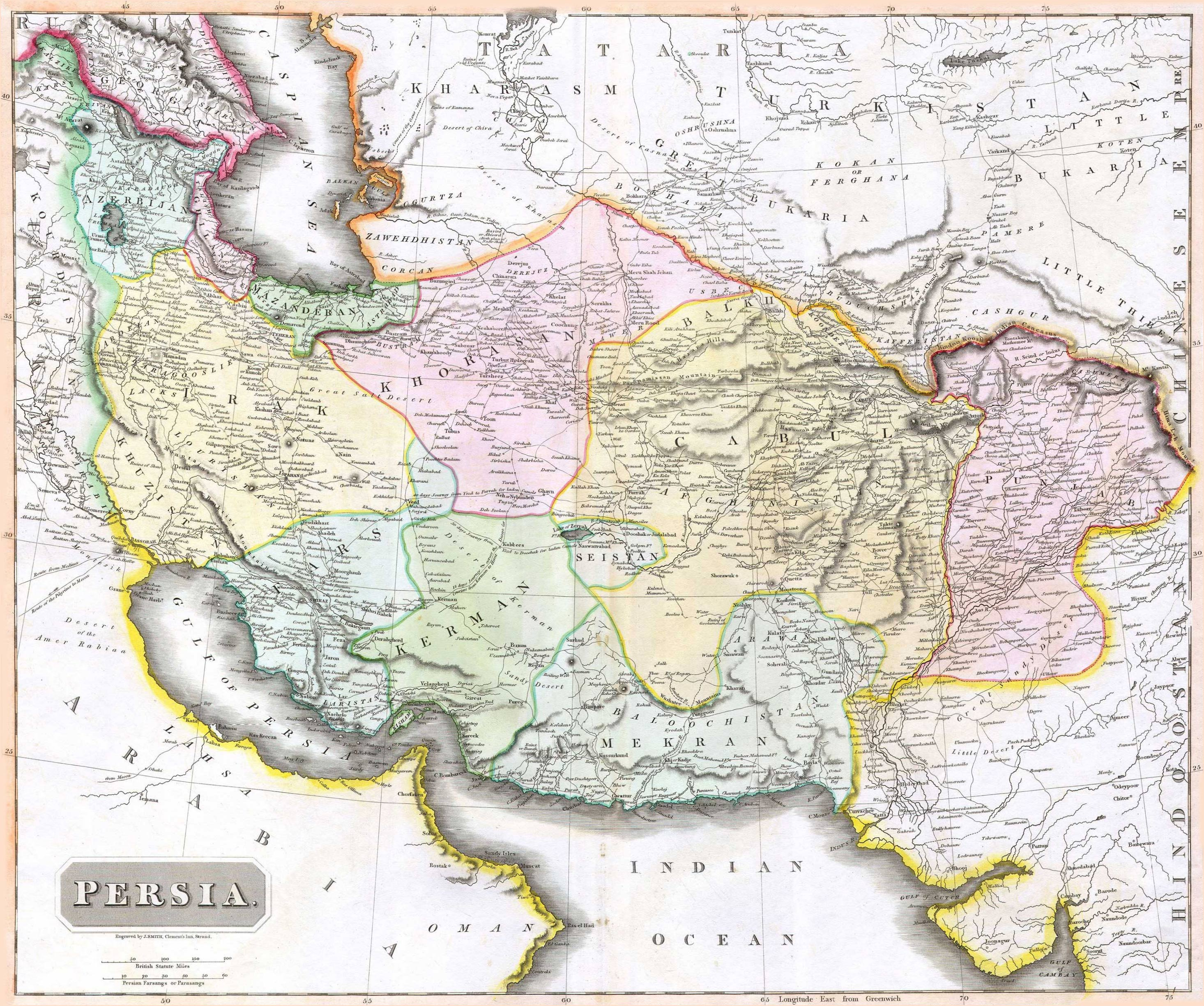
굴리스탄 조약에 따른 1814년 페르시아 지도

굴리스탄 조약은 1813년 10월 24일, 러시아 제국과 페르시아 사이에 일어난 제4차 러시아-페르시아 전쟁의 종결로 조인되었다. 페르시이는 이 조약은 덧붙여 러시아의 카스피해에 대한 독점적인 군사권과 페르시아 내 무역권을 행사하도록 승인하였다.

## 제5차 러시아-페르시아 전쟁 (1826년~1828년)
1825년, 차르 알렉산드르의 죽음으로 페르시아에서는 러시아에서 내전이 발발했고 캅카스 왕국과 부족이 반란을 일으켰다는 잘못된 믿음이 퍼졌다. 1826년 5월, 러시아는 페르시아 에리반 지방의 미라크를 점령했다. 이 조치는 굴리스탄 조약에 반대되는 것이었다.
1826년 7월, 아바스 미르자는 캅카스의 러시아 영토를 향한 공격을 명령하여 슈샤와 간자(러시아 제국이 엘리사베트폴로 개칭 )를 포위하고 티플리스로 진격했다. 또한 두 번째 부대는 귬리를 공격했다. 페르시아는 굴리스탄 조약으로 러시아에 할양되었던 카라바흐와 탈레시를 침공했다. 이 지방의 시민들은 랜캐란, 쿠바, 바쿠를 페르시아에게 넘겨주었다. 러시아는 1826년 9월, 삼코르 강과 간자에서 페르시아군을 격파했고, 페르시아군은 타우리스로 후퇴했다.
1826년 10월, 러시아군은 에리반을 포위했다. 이어서 1827년에는 나히체반, 아바사바드, 메렌, 우르미아, 아르다빌을 차례로 장악했다. 러시아군은 1827년, 페르시아군을 물리치고 에리반과 타우리스를 함락시켰고, 페르시아군은 평화를 위해 소송을 제기할 수밖에 없었다.

### 투르크멘차이 조약

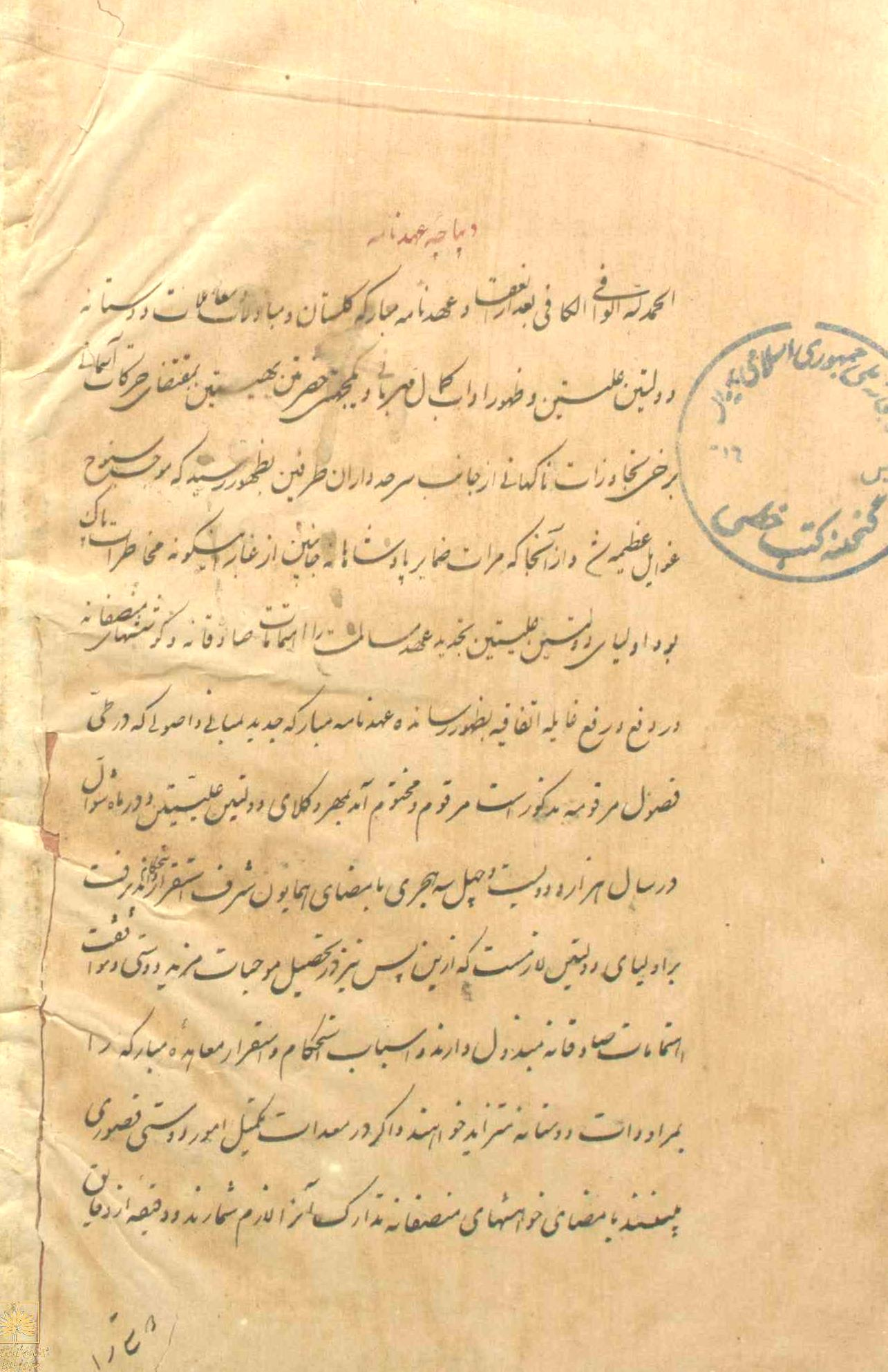
투르크멘차이 조약 첫 장

투르크만차이 조약은 1828년 2월 21일, 러시아 제국과 페르시아 사이에 체결되었다. 조약에 따라 페르시아는 에리반, 탈레시, 나히체반 칸국을 양도했다. 아라스강은 국가 사이 새로운 국경으로 설정되었다. 페르시아는 또한 배상금으로 은으로 2천만 루블을 지불해야 했다. 이 조약은 계속해서 러시아가 카스피해에 해군을 주둔할 수 있는 독점적인 권리를 허용하고, 러시아 신민들을 페르시아 사법권관할에서 벗어나게 했다.

## 전후 관계

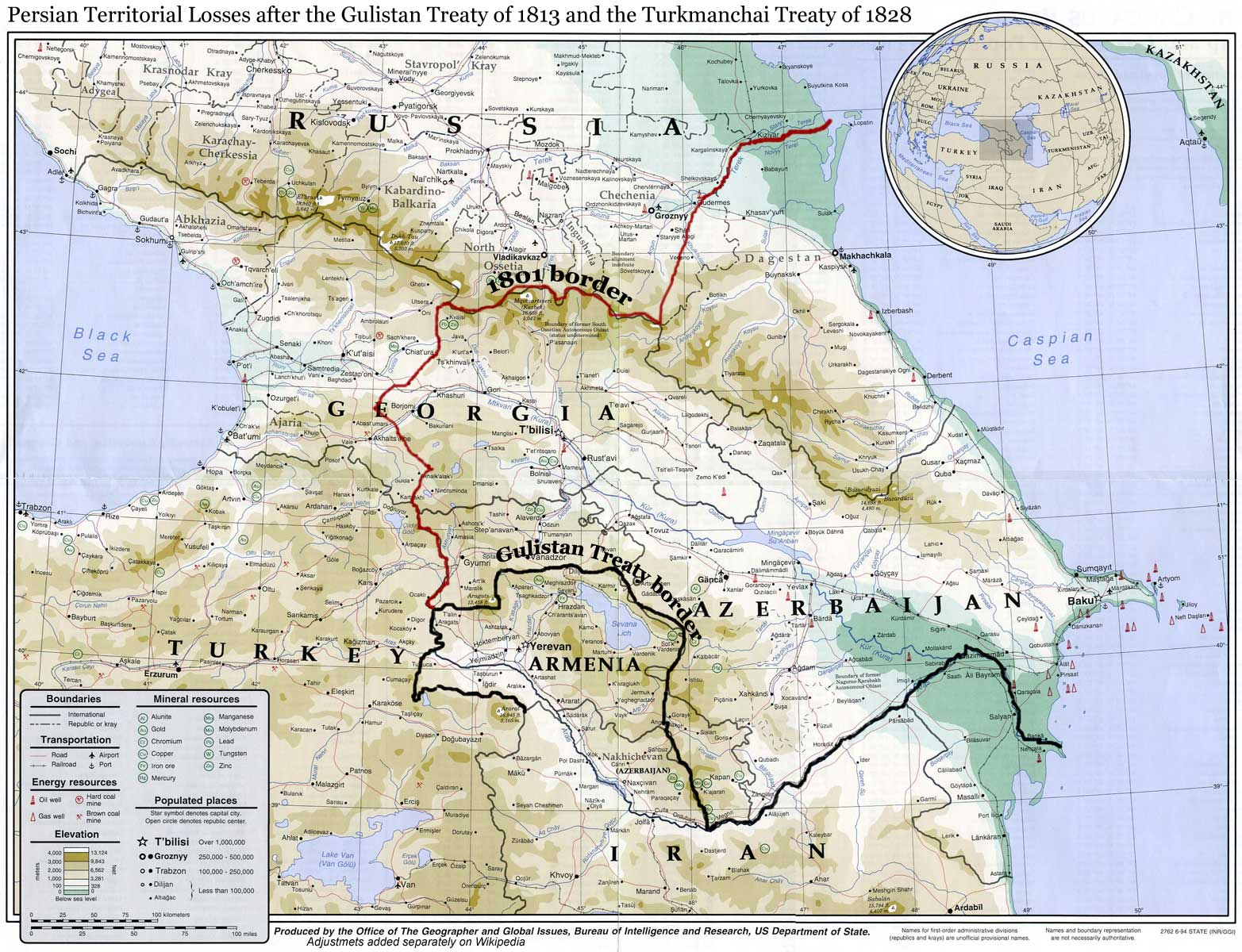
굴리스탄 조약(1814년)과 투르크멘차이 조약(1828년)에 따른 페르시아의 영토 손실

투르크멘차이 조약이 체결된 후 페르시아는 상당한 불안정을 겪었다. 1829년에는 러시아 사절인 알렉산드르 세르게예비치 그리보예도프가 테헤란에서 살해되었다. 1830년에 파트 알리 샤는 공식으로 사과하려는 차원에서 러시아에 외교 사절을 보냈다.
1831년에는 야즈드와 케르만에서 소요 사태가 일어났고, 1832년에는 여러 족장이 쿠찬과 투르바트이 하이다리에서 반란을 일으켰다. 1834년, 파트 알리 샤(Fath Ali Shah)가 사망한 후 내전이 일어날 수 있다는 우려가 높아졌다. 왕위를 주장하는 경쟁자들은 모하메드 샤의 초기 통치에 더 많은 불만을 표시했다. 1839년과 1840년에 이스파한은 고위 관리들이 중앙 정부의 권위에 의문을 제기하고 반발한 뒤 심각한 소요 사태를 겪었다.
러시아는 캅카스의 실크 생산에 관심을 갖게 되었다. 엘리사벳폴 (간자의 러시아 제국 영토 시절 이름)의 상인들은 캅카스 비단 산업을 장악하는 데 관심을 표명했다. 러시아 당국은 또한 아제르바이잔 귀족의 땅을 러시아 지주에게 재할당하려고 시도했지만 실패로 돌아갔다. 이 지역의 여행자인 T.B. 암스트롱은 러시아가 캅카스에서 새롭게 지배권을 행사하면서 잔잔과 아제르바이잔 일부 지역에서 분개했다고 언급했다.
1860년까지 5만명의 페르시아인이 캅카스 지역에 정착했다. 러시아와 페르시아 간 무역은 페르시아로 수출되는 설탕, 석유와 러시아로 수출되는 면화, 쌀, 양모, 말린 과일로 구성된 무역으로 계속되었다. 1897년에 러시아로 수출액은 총 18,649,669루블이었고, 페르시아로 수입액은 16,036,032루블이었다.

## 충돌 목록
| 순서: | 명칭                       | 결과 |
| ----- | -------------------------- | --- |
| 1     | 제1차 러시아-페르시아 전쟁 | 페르시아의 승리. 사파비 왕조는 테레크강의 페르시아 쪽에 있는 러시아 요새를 파괴하고 그 주둔군을 쫓아냈다.                                                      |
| 2     | 제2차 러시아-페르시아 전쟁 | 러시아의 승리. 러시아는 데르벤트, 바쿠, 시르반, 오늘날 길란, 마잔다란, 아스타라바드 지방을 차지했지만, 레시트와 간자 조약으로 모든 영토를 페르시아에 반환했다. |
| 3     | 제3차 러시아-페르시아 전쟁 | 전쟁 이전의 상태 (Status quo ante bellum). |
| 4     | 제4차 러시아-페르시아 전쟁 | 러시아의 승리. 굴리스탄 조약 - 페르시아는 현재 조지아, 다게스탄, 아르메니아 북부 일부, 현대 아제르바이잔을 구성하는 영토 대부분을 러시아에 할양했다.           |
| 5     | 제5차 러시아-페르시아 전쟁 | 러시아의 승리. 투르크만차이 조약 |

## 같이 보기
- 캅카스 전쟁
- 러시아-튀르크 전쟁
- 러시아의 캅카스 정복
- 캅카스의 역사
- 북캅카스
- 이란-러시아 관계
- 1911년 러시아의 타브리즈 침공
- 페르시아 전역
- 페르시아 사회주의 소비에트 공화국
- 영국-소련의 이란 침공
- 1946년 이란 위기